# Henri Bergé

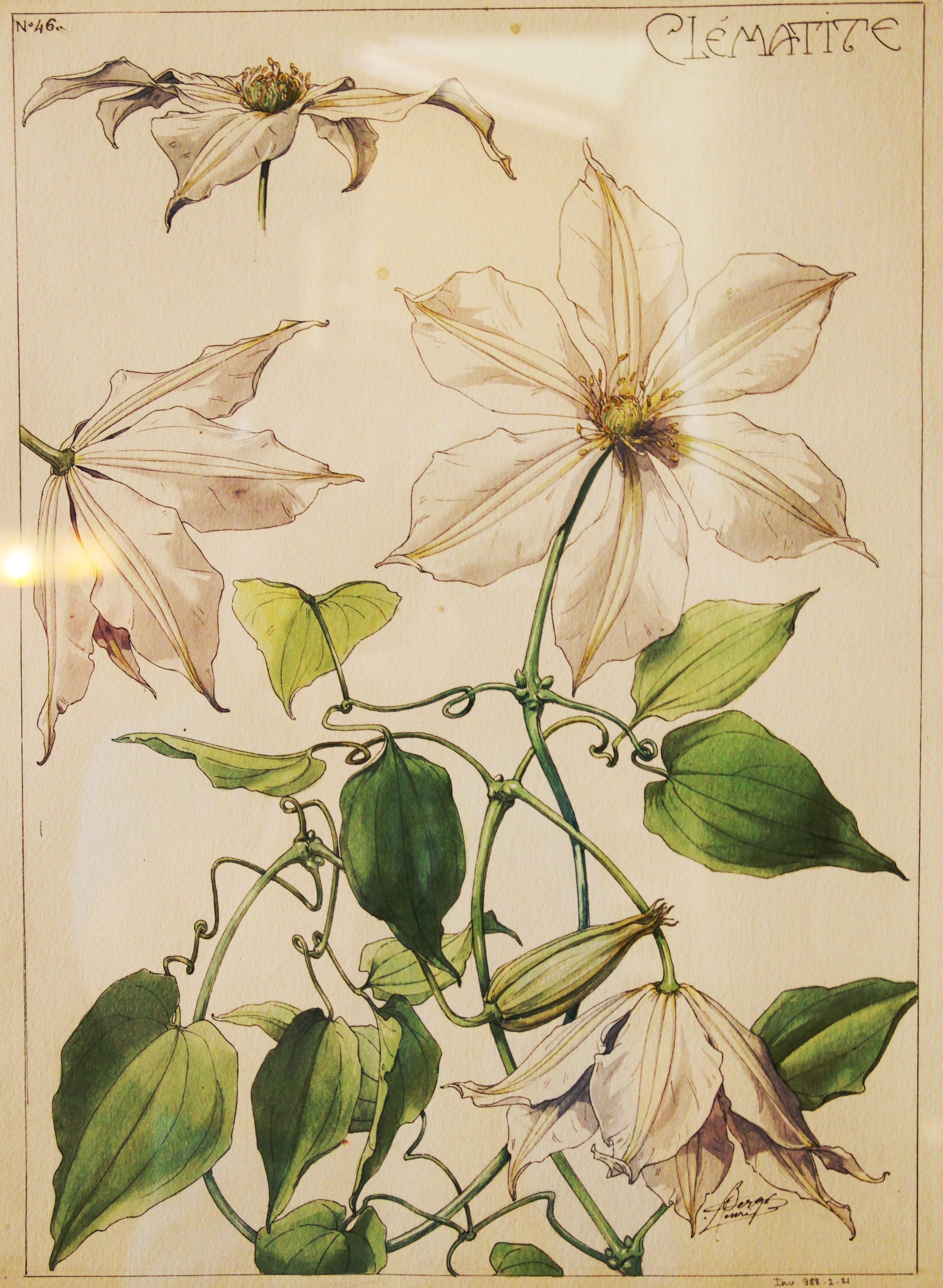
Studie einer Klematis im Musée des Beaux-Arts de Nancy

Henri Bergé (* 14. Oktober 1870 in Diarville; † 26. November 1937 in Nancy) war ein französischer Dekorateur und Illustrator des Jugendstils.

## Werdegang
Bergé studierte an der École des beaux-arts in Nancy und nahm dort am Unterricht von Jules Larcher teil.
Ab 1897 arbeitete er bei Daum und ersetzte dort Jacques Gruber als Hauptdekorateur. Er erfand ein Ensemble von Blumen- und Pflanzenmotiven, die die Firma bis zum Ersten Weltkrieg in ihren Produkten benutzte.

### École de Nancy
Henri Bergé war Mitglied der École de Nancy, die aus der gemeinsamen Arbeit der wichtigsten Akteure und Förderer der dekorativen Künste Lothringens entstanden ist. Émile Gallé war ihr Präsident, Louis Majorelle, Antonin Daum und Eugène Vallin ihre Vizepräsidenten.
Seit ihrer Gründung am 13. Februar 1901 war Henri Bergé Mitglied des Vorstandes, zusammen mit anderen bedeutenden lokalen Persönlichkeiten wie Jacques Gruber und Victor Prouvé.
Henri Bergé, der hauptsächlich für seine Zeichnungen bekannt wurde, leitete auch den Unterricht der Modellier- und Zeichenschule des maison Daum, die seit 1894 aktiv war und beteiligte sich so an der Weitergabe der Prinzipien der Ecole de Nancy.
Ab 1895 leitete Henri Bergé die Schule zusammen mit Jacques Gruber, der seit 1893 für die maison Daum arbeitete. Im Laufe der Jahre übernahm schließlich Henri Bergé den Posten des „Direktors der Lehrkurse für Dekorationen“ und folgte Jacques Gruber als Meisterdekorateur in der Manufaktur.
Henri Bergé arbeitete bis zu seinem Tod im Jahre 1937 bei Antonin Daum, unterrichtete aber auch an anderen Institutionen wie der École des Beaux-Arts oder der École professionnelle de l'Est in Nancy. Am Ende seiner Karriere, während des Ersten Weltkriegs, unterrichtete er auch am Lycée Poincaré.
Seine Tätigkeit als Lehrer ermöglichte es ihm, seine Zeichenweise zu verbreiten. Henri Bergé zeichnete die Natur und die Landschaften Lothringens vor Ort. Er besuchte regelmäßig die Gewächshäuser des botanischen Gartens Sainte-Catherine und des Baumschulgärtners Lemoine in Nancy. Er sammelte Pflanzen und nahm oft Abdrücke von Insekten und Tieren, die er besonders für seine späteren Arbeiten mit Amalric Walter benutzte. Diese fast wissenschaftliche Methode ermöglichte es ihm, die Natur in seinen Zeichnungen nahezu perfekt zu kopieren. Manche, wie Eugène Grasset, kritisierten diese Weise du Natur fast perfekt nachzumalen : er war der Meinung nach, dass die Natur nur als Inspirationsquelle dienen sollte.
Daum gefiel Bergés Stil jedoch und wollte seine Zeichnungen für eine industrielle Produktion verwenden. Bergé entwickelte bei Daum eine einzigartige Art, seine Zeichnungen auf die Stücke aufzubringen.

### Glasfabrik Daum
Innerhalb des Hauses Daum entwickelte Henri Bergé eine einzigartige Art, seine Entwürfe auf die Stücke aufzubringen. Dabei passte er die Zeichnung auf Pauspapier an Form und Größe des zu dekorierenden Stücks an. Dadurch schuf er ein Modell für Dekorateure, das die Massenvervielfältigung förderte. In der Zeit, in der Bergé bei Daum war, dienten seine Zeichnungen als Vorlagen für die Stücke der Manufaktur.
Seine Lehre bei Daum erlaubte ihm ebenfalls seine Motive zu verbreiten. Henri Bergés Lehrlinge lernten das Zeichnen nicht nur in der Natur, sondern auch anhand seiner Studien von Blättern und Blumen. Dasselbe gilt für alle anderen Schulen, an denen er unterrichtete, was die Verbreitung von ähnlichen Kompositionen ermöglichte.
Das Ensemble an Pflanzen- und Blumenmotiven, die er während seiner Tätigkeit im Haus Daum schuf, sammelte er in seiner Blumenenzyklopädie. Diese wurde bis in die 1920er Jahre als Motivquelle für das Haus Daum genutzt.
85 Zeichnungen von Henri Bergé sind im Musée de l'Ecole de Nancy aufbewahrt. Diese Zeichnungen wurden dem Museum im Jahre 1988 von der Unternehmen Pont-à-Mousson SA geschenkt.
Auf der Weltausstellung 1900 in Paris stellte Daum hauptsächlich Werke von Henri Bergé aus. Er arbeitete mit dem Bildhauer Ernest Bussière an mehreren Modellen zusammen, die immer von der Natur inspiriert waren. Auf dieser Ausstellung wurden die Innovationen der Manufaktur präsentiert: die Verbindung von Glas und Elektrizität und die neue Technik der „décoration intercalaire“, eine Technik bei der ein gemaltes Dekor zwischen zwei Glasschichten eingefügt wird.

## Stilistische Einordnung

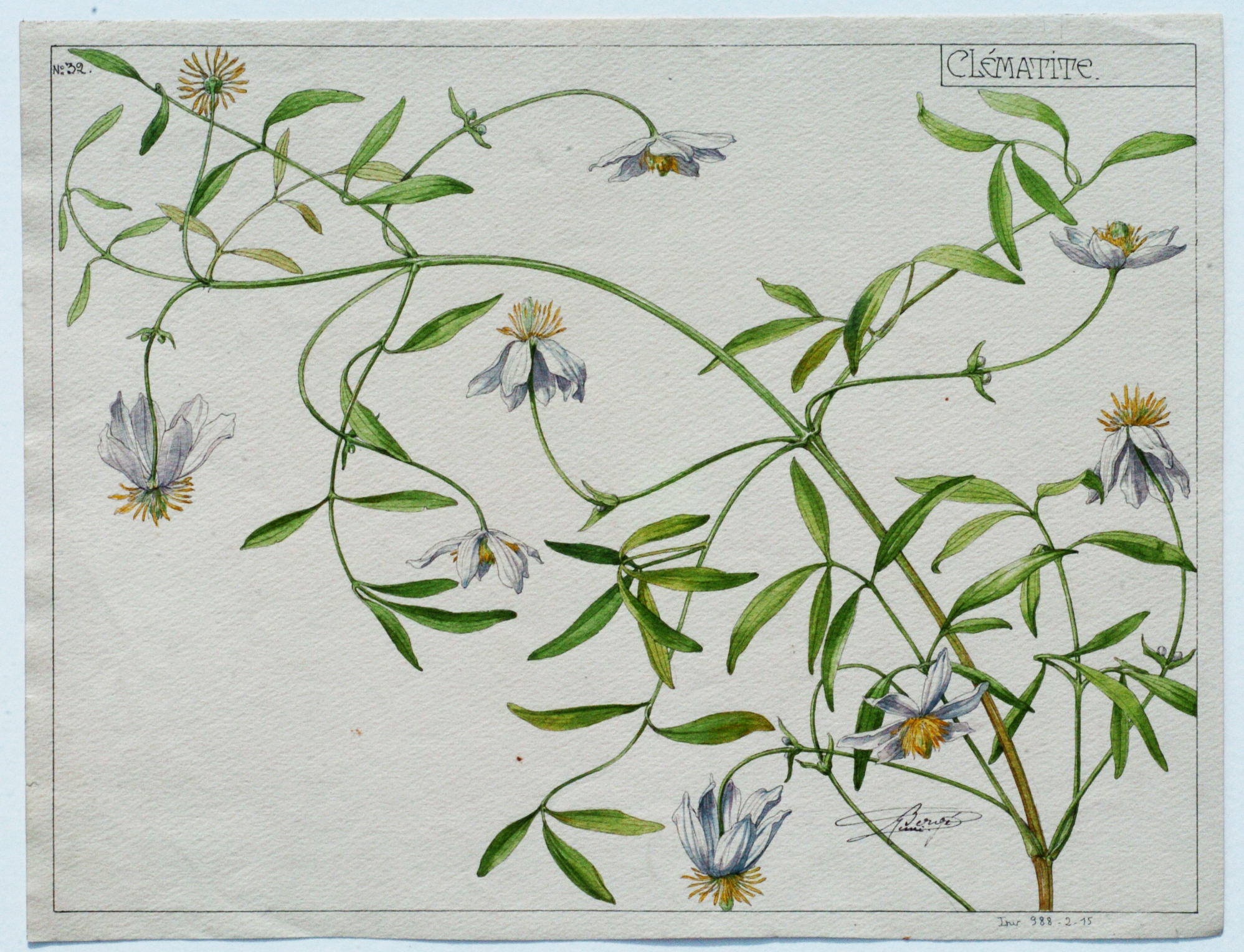
Studie einer Klematis, im Musée de l’École de Nancy, 1893–1914

Die Zeichnungen von Henri Bergé zeugen vom damaligen Interesse am Japonismus und an der Natur. Charakteristisch sind auch die Formen in Voluten und Arabesken. Henri Bergé beobachtete zuerst die Natur in den botanischen Gärten und Gewächshäusern von Nancy, um neue exotische Pflanzenarten zu entdecken. Nach diesen Beobachtungen zeichnete er.
Die Produktion von Henri Bergé als künstlerischer Leiter der Daum-Manufaktur zeigt, dass der Jugendstil für industrielle Zwecke genutzt wurde.
Christophe Bardin ist der Ansicht, dass Henri Bergé und Jacques Gruber trotz ihrer wichtigen Positionen in der Glasindustrie keine Visionäre waren.
Seine Produktion ist aufgrund ihrer Genauigkeit gegenüber der Natur bemerkenswert, aber Henri Bergé hat sie nie als echtes Kunstwerk betrachtet. Außerdem versuchte er im Rahmen dieser Produktion nie die wissenschaftliche Perfektion oder die Vollständigkeit einer Enzyklopädie zu erreichen. Das Ziel der Zeichnungen war die Zusammenstellung von Zeichnungen, die den Handwerkern des Unternehmens als Vorlage dienen sollten.